# DB Stadtverkehr
Die DB Stadtverkehr GmbH mit Sitz in Frankfurt am Main war das für den Busverkehr sowie den Stadtverkehr in Deutschland zuständige Tochterunternehmen der DB Mobility Logistics AG.

## Unternehmen
Das Unternehmen und das gleichnamige Geschäftsfeld im DB-Konzern wurden im Jahr 2004 gegründet. Zum Geschäftsfeld Stadtverkehr gehörten 22 Busgesellschaften sowie mehr als 70 weitere Beteiligungen an Verkehrsunternehmen und -gemeinschaften. Die DB Stadtverkehr war für die operative Steuerung und Betreuung aller Gesellschaften des Geschäftsfeldes zuständig, hielt an diesen jedoch selbst keine Beteiligungen. Mutterunternehmen der Gesellschaften war die DB Regio AG, die auch die nicht zum Geschäftsfeld Stadtverkehr gehörenden S-Bahnen in den übrigen Regionen betreibt.
Die S-Bahn Berlin und die S-Bahn Hamburg als bisheriger Teil der DB Stadtverkehr wurden zum 1. März 2010 der DB Regio AG zugeordnet. Dies erfolgte als Reaktion auf Probleme der S-Bahn in Berlin.
DB Stadtverkehr war aus dem Postreisedienst der ehemaligen Deutschen Bundespost und den Bahnbusdiensten der ehemaligen Deutschen Bundesbahn hervorgegangen. Ende der 1970er Jahre wurden die beiden Bereiche schrittweise zusammengeführt. Es entstanden die Regionalbusgesellschaften. Sie bilden heute den Kern der Bussparte von DB Stadtverkehr.
Jeden Tag nutzten mehr als drei Millionen Fahrgäste die Busse und S-Bahnen von DB Stadtverkehr. DB Stadtverkehr betrieb eine Flotte von rund 4300 eigenen und weiteren 6000 angemieteten Omnibussen. Das Unternehmen unterhielt Kooperationen mit mehr als 1500 kleinen und mittelständischen Busunternehmen. Im Jahr 2007 erbrachten die S-Bahnen und Busse eine Verkehrsleistung von etwa 13,3 Milliarden Personenkilometern. Mitte der 2000er Jahre waren 48 Prozent der Fahrgäste der Deutschen Bahn mit Bussen und S-Bahnen unterwegs.
Das Unternehmen betrieb 12.500 Linienbusse (Stand 2008). Nach eigenen Angaben war das Unternehmen der führende Anbieter von ÖPNV auf der Straße. Sein Marktanteil in diesem Bereich lag im Jahr 2007 bei neun Prozent.
Zum 1. Oktober 2006 wurde Herrmann Graf von der Schulenburg als Nachfolger von Andreas Meyer zum Geschäftsführer bestellt. 2007 erwirtschafteten rund 12.000 Beschäftigte einen Umsatz von 1,8 Milliarden Euro und einen Gewinn von 166 Millionen Euro.
Zum 31. Dezember 2010 wurde DB Stadtverkehr aufgelöst und das Busgeschäft bei der DB Regio AG angegliedert. Begründet wurde dies mit der im Jahr 2010 erfolgten Übernahme der Arriva durch die Deutsche Bahn AG sowie mit der Verordnung (EU) Nr. 1370/2007, die den Eintritt in kommunale Stadtverkehre vorerst verhindere.

## Busgesellschaften
Zu DB Stadtverkehr gehörten folgende 22 Busunternehmen, die wiederum an weiteren Busunternehmen Mehrheitsbeteiligungen besaßen (eingerückt dargestellt).
- Autokraft GmbH (Kiel)
  - Heider Stadtverkehr GmbH (Heide (Holstein))
  - Pan Bus (Viborg, Dänemark)[4]
- Bayern Express & P. Kühn Berlin GmbH (Berlin)
  - Berlin Linien Bus GmbH (Berlin)
- Busverkehr Märkisch-Oderland GmbH (BMO) (Strausberg)
- Busverkehr Oder-Spree GmbH (BOS) (Fürstenwalde)
- Busverkehr Ostwestfalen GmbH (BVO) (Bielefeld)
  - BahnBus Hochstift (BBH) (Paderborn)
  - Stadtbus Herford (Herford)
  - Nahverkehr Ostwestfalen GmbH (NVO) (Münster)
- Busverkehr Rhein-Neckar GmbH (BRN) (Ludwigshafen)
  - BRN Stadtbus GmbH (Ludwigshafen)
  - Rheinpfalzbus GmbH (Ludwigshafen)
- Busverkehr Rheinland GmbH (BVR) (Düsseldorf)
- Omnibusverkehr Franken GmbH (OVF) (Nürnberg)
  - Regional- und Stadtverkehr Bayern GmbH (RSB) (Nürnberg)
  - KOB GmbH (KOB) (Oberthulba)
- Omnibusverkehr Rhein-Nahe GmbH (ORN) (Mainz)
  - Südwest Mobil GmbH (Mainz)
- Regional Bus Stuttgart GmbH (RBS) (Stuttgart)
  - Friedrich Müller Omnibusunternehmen GmbH (Schwäbisch Hall)
- Regionalbus Braunschweig GmbH (RBB) (Braunschweig)
  - Haller Busbetrieb GmbH (Walsrode)
- Regionalbus Ostbayern GmbH (RBO) (Regensburg)
  - Sumava Bus s.r.o. (Zelezna Ruda, Tschechien)
- Saar-Pfalz-Bus GmbH (Saarbrücken)
  - A. Philippi GmbH (Quierschied)
- Regionalbusverkehr Südwest GmbH (RVS) (Karlsruhe)
- Regionalverkehr Dresden GmbH (RVD) (Dresden)
- Regionalverkehr Kurhessen GmbH (RKH) (Kassel)
- Regionalverkehr Oberbayern GmbH (RVO) (München)
  - Regionalverkehr Allgäu GmbH (RVA) (Oberstdorf)
- Rhein-Mosel Verkehrsgesellschaft mbH (RMV) (Koblenz)
  - Rhein-Westerwald-Nahverkehr (RWN) (Montabaur)
  - rheinhunsrückbus (rhb) (Simmern)
- Südbadenbus GmbH (SBG) (Freiburg i. Br.)
- Verkehrsgesellschaft mbH Untermain (VU) (Aschaffenburg)
  - Georg Schulmeyer GmbH (Mörfelden-Walldorf)
- Weser-Ems Busverkehr GmbH (Bremen)
  - Hanekamp Busreisen GmbH (Cloppenburg)
  - Kreisbahn Aurich Verkehrsbetriebe GmbH (Aurich)
    - Verkehrsbetriebe Wiesmoor (Wiesmoor)
- Westfalen Bus GmbH (Münster)
  - Busverkehr Ruhr-Sieg GmbH (BRS) (Meschede)